# Orliwka (Ismajil)
Orliwka (ukrainisch Орлівка; russisch Орловка Orlowka, rumänisch Cartal) ist ein Dorf im Budschak im äußersten Südwesten der Ukraine mit etwa 3000 Einwohnern (2006).

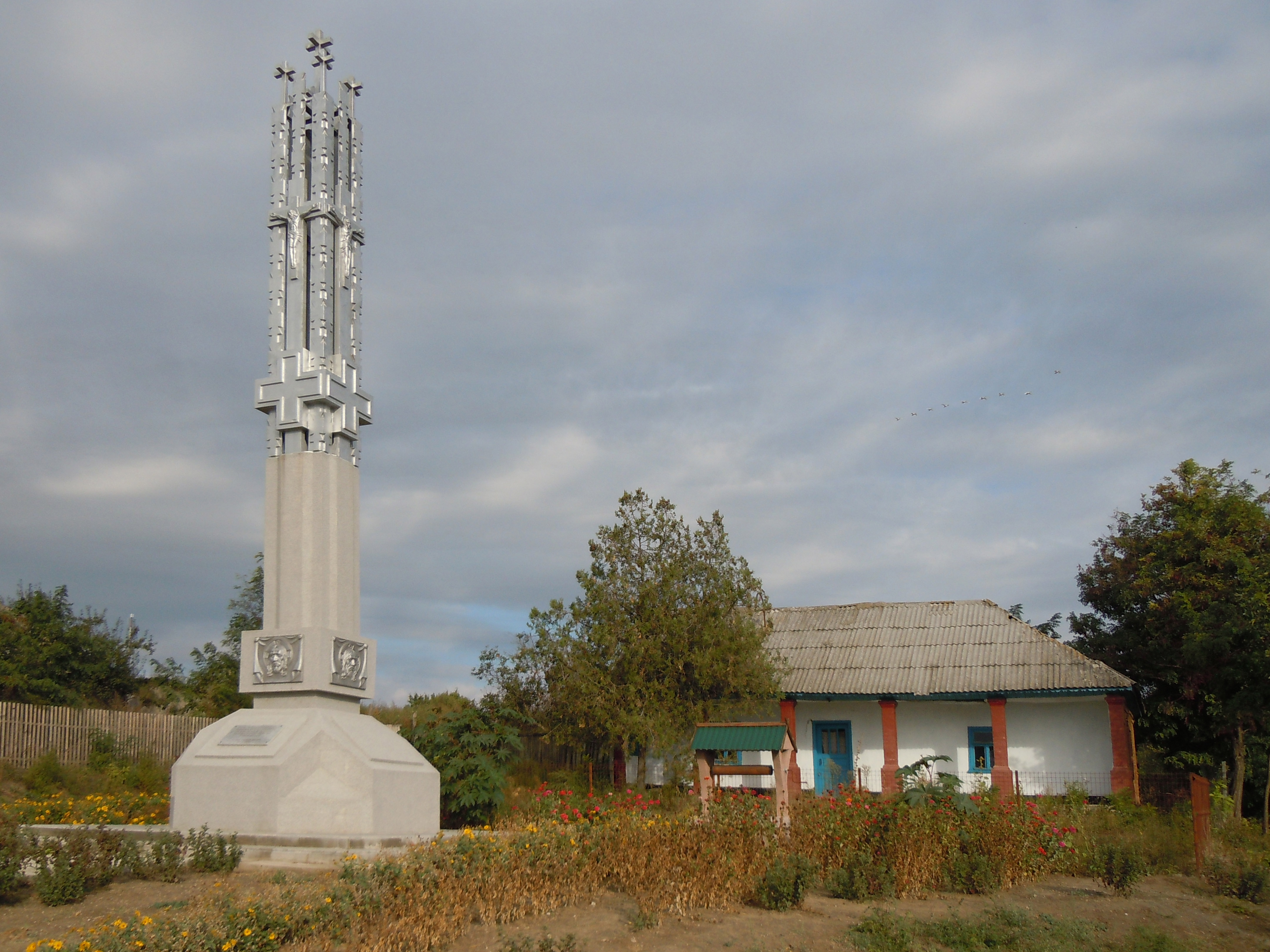
Denkmal im Ort

Am 14. November 1945 erhielt die Ortschaft, welche bis dahin den ukrainischen Namen Kartal (Картал) trug ihren heutigen Namen.
Orliwka liegt zwischen dem Nordufer der Donau, die hier die Grenze zwischen der Ukraine und Rumänien bildet, und dem Kahulsee (ukrainisch Кагул). Das Dorf befindet sich in der Oblast Odessa im Rajon Ismajil an der Fernstraße M 15 zwischen dem ehemaligen Rajonzentrum Reni und der Stadt Ismajil.
Das nächstgelegene (ukrainische) Dorf ist Nowosilske am Kuhurlujsee 11 km nordöstlich von Orliwka. Das Oblastzentrum Odessa liegt etwa 280 Kilometer nordöstlich des 1814 unter dem ursprünglichen Namen Kartal gegründeten Dorfes.
Auf dem gegenüberliegenden Donauufer befindet sich die rumänische Stadt Isaccea.

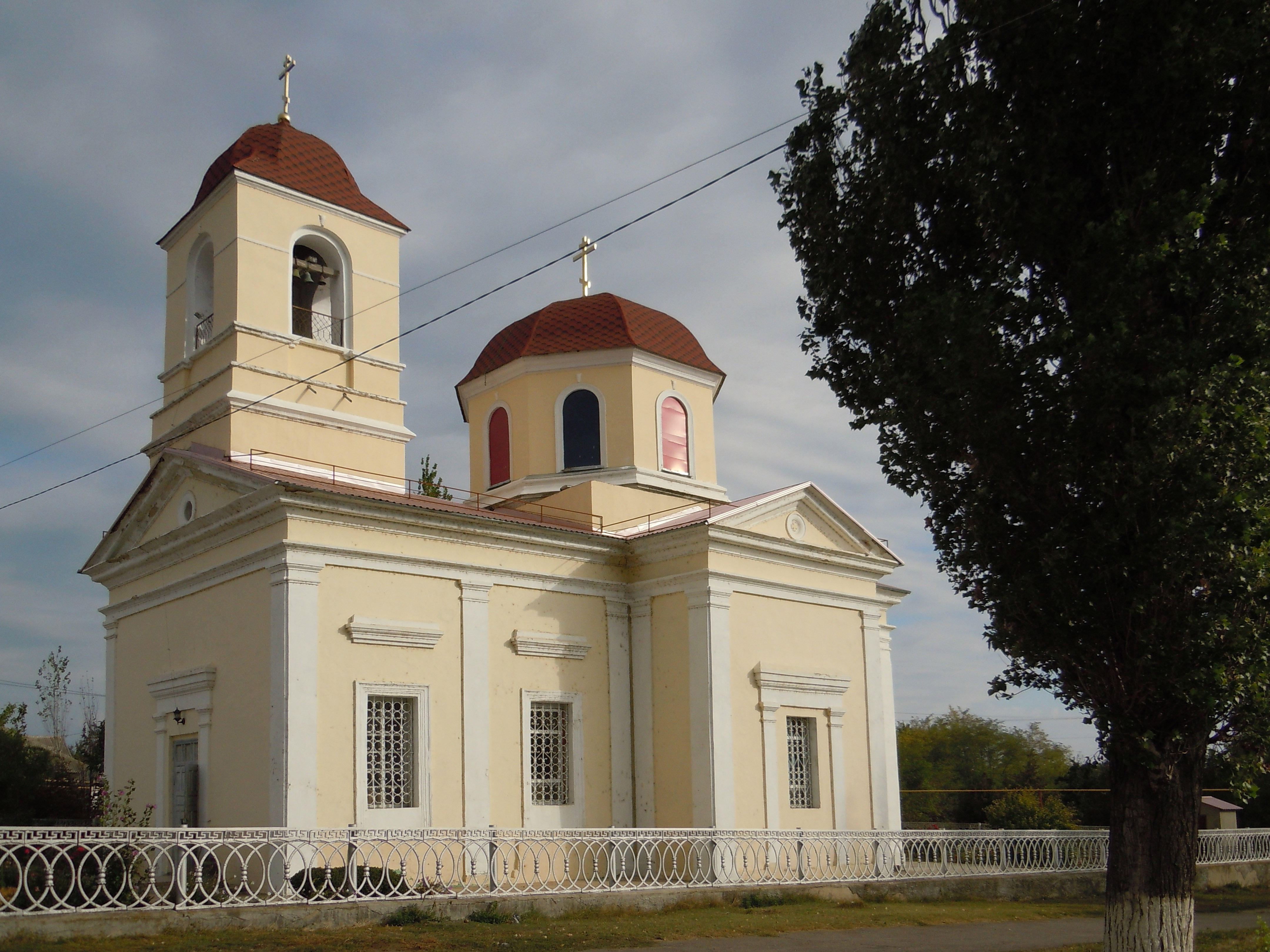
St.-Nikolaus-Kirche in Orliwka

Am 12. Juni 2020 wurde das Dorf ein Teil der Stadtgemeinde Reni; bis dahin bildete es die Landratsgemeinde Orliwka (Орлівська сільська рада/Orliwska silska rada) im Süden des Rajons Reni.
Seit dem 17. Juli 2020 ist es ein Teil des Rajons Ismajil.
Seit August 2021 gibt es eine Fährverbindung Orliwka – Isaccea. Es ist eine Flussfähre über die Donau mit einem internationalen Grenzübergang, die die Ukraine mit Rumänien verbindet. Die Terminals befinden sich in der Nähe des Dorfes Orliwka und der rumänischen Stadt Isaccea in der Dobrudscha. 